# 谷川宏之
谷川宏之（たにかわ ひろゆき、1940年2月23日 - ）は、愛知県出身の元競艇選手。
登録番号1781。身長164cm。血液型AB型。15期。娘は競艇選手の谷川里江。ニックネームは「ひげの闘将」「重戦車」「愛知の首領(ドン)」「谷川パパ」

## 来歴
板前やトラック運転手などを経て1963年競艇選手に。高いエンジン整備力とプロペラ調整力、ガッツ溢れるレース振りで
勝ち星を積み重ねて2000年に2500勝を達成した。森田敏・元選手（長崎）の現役最高齢記録68歳3カ月の記録超えを目指していたが、妻がくも膜下出血で倒れ、身近にいて妻を支えたいという気持ちから66歳で引退を決意。
- 1963年12月24日、三国競艇場でデビュー。
- 1964年4月26日、津競艇場で初勝利。
- 1965年7月15日、芦屋競艇場・一般競走で初優勝。
- 1969年、浜名湖競艇場・16周年記念競走で記念初優勝。
- 1972年、蒲郡競艇場・17周年記念競走で優勝。
- 1973年、浜名湖競艇場・東海地区選手権で優勝。
- 1980年、常滑競艇場・27周年記念競走で優勝。
- 2000年9月21日、平和島競艇場で通算2500勝達成（歴代14人目）。
- 2006年3月21日、常滑競艇場での「第19回半田大賞」最終日をもって引退（節間成績：4･6･2･6･6･1･1･5･2･5）。

生涯成績：9,323走1着2653回2着1528回3着1272回
生涯獲得賞金：6億5950万6797円（選手生活42年間）

## 人物・エピソード
- 艇界屈指のペラ巧者であることから、宏之が中心となって率いているペラグループは希望者が増え、あまりの大所帯になりすぎたので、弟子数名にペラグループの「のれん分け」をしたことがある。
- 艇界一のフライング王である上島久男が早いスタートを切るようになったのは、若い頃、宏之が抜群の整備力でエンジンを出すので、それに勝つには速いスタートを決めなくてはいけないという理由からで、上島は「（こんなにフライングを多く切ったのも）谷川さんが悪いんですよ」と冗談めかして語っている。
- 現在は、ボートピア名古屋の「競艇教室」の講師として蒲郡競艇場のレースの展開や舟券予想などの解説を行っている。方言を交えた軽快な口調で、現役時代の経験談や出場選手の性格を分析して予想を行うことからわかりやすく笑いが絶えない。そのためあっという間に人だかりになってしまう。